# Liste der Kulturdenkmäler in Blumenthal (Bremen)
In der Liste der Kulturdenkmäler in Blumenthal sind alle Kulturdenkmäler des Bremer Stadtteils Blumenthal aufgelistet.
Grundlage ist die vom Landesamt für Denkmalpflege Bremen (LfD) veröffentlichte Landesdenkmalliste. Die amtlichen Daten wurden direkt aus einem Export der Denkmaldatenbank beim LfD 
mit dem Stand von März 2025 übernommen.

## Hinweise
Weitere Erläuterungen zum Aufbau dieser Liste und zu ihrem Inhalt bietet die Seite Inhalte der Tabellen.
Die anklickbare Karte rechts leitet zu den Listen der anderen Stadtteile. Auf der Übersichtsseite befindet sich eine größere Karte.
Wichtig für Autoren:  Links zu Artikeln oder Architekten sowie Bilder oder Koordinaten der Objekte auch/nur in die Ergänzungsliste eintragen, da die Tabelle mittels Datentechnik erstellt wird. Änderungen in der Tabelle von Hand werden sonst beim nächsten Update überschrieben.
|  | Mit dem Bremer Express-Upload können Bilder mit automatischer Zuordnung zu den Objekten auf Commons hochgeladen werden. Bitte dazu auf das Kamera-Symbol in der jeweiligen Tabellenzeile klicken. Eine Kurzinformation bietet diese Projektseite. |

## Denkmalliste Blumenthal
| Objekt                                                                           | Typ                                                     | Baujahr         | Architekt/Künstler                                                            | Adresse | Koordinaten Wikidata | Art? | Objekt-Nr.? | Bild |
| -------------------------------------------------------------------------------- | ------------------------------------------------------- | --------------- | ----------------------------------------------------------------------------- | --- | -------------------- | ---- | ----------- | ---- |
| Rekumer Mühle                                                                    | Windmühle, Mühle, Heimatmuseum                          | 1872 1962–1967  |                                                                               | An der Rekumer Mühle 12 | Lage Q1408932        | ED   | 1269        |      |
| Haus Blomendal, Burg Blomendal                                                   | Burg, Museum                                            | 1354            |                                                                               | Auestraße 9, 9A, 9B | Lage Q1011084        | GA   | 1270        |      |
| Reformierte Gemeinde Rönnebeck - Farge                                           | Kirche, Kirche ev.-ref.                                 | 1904–1905 1962  | Abbehusen, August / Blendermann, Otto Schulze-Herringen Rohde, Georg K.       | Farger Straße 17, 19, 21 | Lage Q41436478       | DG   | 1278        |      |
| Kirche Rönnebeck - Farge                                                         | Kirche, Kirche ev.-ref.                                 | 1904–1905 1962  | Abbehusen, August / Blendermann, Otto Rohde, Georg K.                         | Farger Straße 19 | Lage Q41488273       | ED   | 1506        |      |
| Reformierte Gemeinde Rönnebeck - Farge, Pastorenhaus                             | Pastorenhaus                                            | 1904–1905       | Abbehusen, August / Blendermann, Otto                                         | Farger Straße 21 | Lage Q41488436       | ED   | 1507        |      |
| Reformierte Gemeinde Rönnebeck - Farge, Gemeindehaus                             | Gemeindehaus                                            | 1962            | Schulze-Herringen                                                             | Farger Straße 19 | Lage Q41490388       | BT   | 1508        |      |
| Haus Kapitän Dallmann                                                            | Wohnhaus, Kapitänshaus                                  | 1853            |                                                                               | Kapitän-Dallmann-Straße 84 | Lage Q41487954       | ED   | 1287        |      |
| Kirchturm der alten Kirche Blumenthal                                            | Kirchturm, Ehrenmal                                     | 1604            |                                                                               | Landrat-Christians-Straße | Lage Q41488041       | ED   | 1291        |      |
| Rathaus Blumenthal                                                               | Rathaus                                                 | 1908–1910       | Abbehusen, August / Blendermann, Otto                                         | Landrat-Christians-Straße 107 | Lage Q18412434       | ED   | 1293        |      |
| Wasserturm Blumenthal                                                            | Wasserturm                                              | 1927–1928       | Fischer, Michael                                                              | Mühlenstraße 62 | Lage Q18632666       | ED   | 1300        |      |
| Hitlerjugendheim Farge                                                           | Hitlerjugendheim, Jugendfreizeitheim, Kindertagesstätte | 1939–1940       | Scotland, Eduard                                                              | Rekumer Straße 2 | Lage Q41488189       | ED   | 1307        |      |
| Ev.-Luth. Kirche Blumenthal                                                      | Kirche, Kirche ev.                                      | 1901–1902       | Mohrmann, Karl Lilienthal, Heinz                                              | Wigmodistraße 31A Heimstättenweg | Lage Q1903213        | ED   | 1339        |      |
| U-Boot-Bunker Valentin                                                           | Bunker, Fabrik                                          | 1943–1945       | Agatz und Bock                                                                | Rekumer Siel | Lage Q466256         | ED   | 1736        |      |
| Wätjens Landgut, Wätjens Park                                                    | Landgut, Landschaftsgarten, Villa                       | 1830, 1858–1864 | Altmann, Isaak Hermann Wätjen, Christian Heinrich                             | Landrat-Christians-Straße 5, 5E, 7, 9, 11, 13, 15, 17, 19, 21, 23, 25, 45, 47, 49, 51 Lindenstraße 110 An der Lobbendorfer Mühle                                         | Lage Q2596294        | DG   | 1762        |      |
| Wätjens Schloss                                                                  | Wohnhaus, Villa                                         | 1858–1864       | Müller, Heinrich                                                              | Landrat-Christians-Straße 45, 47, 49, 51 | Lage Q2596300        | ED   | 1290        |      |
| Wätjens Landgut, Altes Wirtschaftsgebäude                                        | Wirtschaftsgebäude                                      | 1858–1864       |                                                                               | Landrat-Christians-Straße 5E | Lage Q41490682       | BT   | 1763        |      |
| Wätjens Landgut, Neues Wirtschaftsgebäude                                        | Wirtschaftsgebäude, Wasserturm                          | vor 1890        |                                                                               | Landrat-Christians-Straße 13, 15, 17, 19, 21, 23 | Lage Q41490727       | BT   | 1764        |      |
| Wätjens Landgut, Arbeiterwohnhaus                                                | Wohnhaus                                                | vor 1890        |                                                                               | Landrat-Christians-Straße 5, 7, 9, 11 | Lage Q41490768       | BT   | 1765        |      |
| Wätjens Landgut, Pförtnerhaus                                                    | Wohnhaus                                                | vor 1890        |                                                                               | Landrat-Christians-Straße 25 | Lage Q41490819       | BT   | 1766        |      |
| Wätjens Landgut, Gedächtnistempel                                                | Denkmal, Staffage                                       | 1887            |                                                                               | Landrat-Christians-Straße | Lage Q41490989       | BT   | 1767        |      |
| Wätjens Landgut, Toranlage                                                       | Einfriedung                                             | 1858–1864       |                                                                               | Landrat-Christians-Straße | Lage Q41491041       | BT   | 1768        |      |
| Wätjens Landgut, Brunnen                                                         | Brunnen, Plastik                                        | 1883            | Kropp, Diedrich                                                               | Landrat-Christians-Straße | Lage Q41795877       | BT   | 2021        |      |
| Bremer Woll-Kämmerei                                                             | Fabrik                                                  | 1883–1884       | Zschörner, Paul                                                               | An der Wollkämmerei 1, 2, 2a, 5, 7, 11 Nicolaus-H.-Schilling-Straße 4, 6, 8 Landrat-Christians-Straße 95, 97, 99, 99a, 99b Marschgehren 11 Zum Kammstuhl 6 Zum Krempel 2 | Lage Q907947         | DG   | 2000        |      |
| Bremer Wollkämmerei, Gleisanlage                                                 | Gleisanlage                                             |                 |                                                                               | | Lage Q41491274       |      | 2000,T001   |      |
| Bremer Wollkämmerei, Pflasterung                                                 | Pflasterung                                             | 1930–1940       |                                                                               | | Lage Q41491421       |      | 2000,T002   |      |
| Bremer Wollkämmerei, Mauer, Einfriedung                                          | Mauer, Einfriedung                                      |                 |                                                                               | | Lage Q41524953       |      | 2000,T003   |      |
| Bremer Wollkämmerei, Dampfspeicherlok                                            | Fabrik, Lokomotive                                      | 1921            | Arnold Jung Lokomotivfabrik GmbH                                              | An der Wollkämmerei | Lage Q97772068       | ED   | 0115        |      |
| Bremer Woll-Kämmerei, Haus 107, Kaufmännische Verwaltung                         | Fabrik                                                  | 1897            |                                                                               | Zum Krempel 2 An der Wollkämmerei, Nicolaus-H.-Schilling-Straße | Lage Q41526126       | ED   | 2003        |      |
| Bremer Woll-Kämmerei, Haus 50, Technische Verwaltung                             | Fabrik                                                  | 1913 1955       | Schmidt, F. H.                                                                | An der Wollkämmerei 5 | Lage Q41526152       | ED   | 2004        |      |
| Bremer Woll-Kämmerei, Haus 100 und 101, Kammzuglager                             | Fabrik                                                  | 1895            |                                                                               | Nicolaus-H.-Schilling-Straße 4, 8 An der Wollkämmerei | Lage Q41526201       | ED   | 2006        |      |
| Bremer Wollkämmerei, Haus 91, Krempelhochbau                                     | Fabrik                                                  | 1892–1893       | Séquin, Carl Arnold Zschörner, Paul                                           | An der Wollkämmerei | Lage Q96335296       | ED   | 2015        |      |
| Bremer Woll-Kämmerei, Gebäude 118, Tor I                                         | Fabrik                                                  | 1924 1939       |                                                                               | An der Wollkämmerei 1 | Lage Q41525062       | BT   | 2001        |      |
| Bremer Woll-Kämmerei, Haus 162/163, Pförtner und Feuerwache                      | Fabrik                                                  | 1923            |                                                                               | An der Wollkämmerei 2, 2a | Lage Q41526090       | BT   | 2002        |      |
| Bremer Woll-Kämmerei, Haus 43, Sortiergebäude                                    | Fabrik                                                  | 1914–1915       | Silus (?), Louis                                                              | An der Wollkämmerei 7 | Lage Q41526171       | BT   | 2005        |      |
| Bremer Woll-Kämmerei, Haus 132A, Wäscherei                                       | Fabrik                                                  |                 |                                                                               | Zum Kammstuhl 6 An der Wollkämmerei | Lage Q41526227       | BT   | 2007        |      |
| Bremer Woll-Kämmerei, Haus 144, Wasserhaus                                       | Fabrik                                                  | 1909–1910       |                                                                               | Marschgehren 11 An der Wollkämmerei | Lage Q41526256       | BT   | 2008        |      |
| Bremer Woll-Kämmerei, Haus 159, Wasserturm                                       | Fabrik                                                  | 1922            | Fink, D. Eugen                                                                | An der Wollkämmerei o.Nr. | Lage Q41526302       | BT   | 2009        |      |
| Bremer Woll-Kämmerei, Haus 56, Lager- und Sortiergebäude und Kraftwerk (Nr. 140) | Fabrik                                                  | 1910            |                                                                               | An der Wollkämmerei 11 Zum Kammstuhl | Lage Q41526383       | BT   | 2013        |      |
| Bremer Wollkämmerei, Haus 130, Werkstätten                                       | Fabrik, Werkstatt                                       | 1933 1936       | W. Kellner und Co.                                                            | Zum Kammstuhl 13 | Lage Q99192451       | BT   | 2014        |      |
| Bremer Woll-Kämmerei, Haus 12 und 81, Maschinenhaus E und Nadelsetzerei          | Fabrik                                                  | vor 1889 1923   |                                                                               | Landrat-Christians-Straße 95, 97, 99b | Lage Q41526407       | BT   | 2018        |      |
| Bremer Woll-Kämmerei, Haus 7, Kesselhaus                                         | Fabrik                                                  | um 1887         |                                                                               | Landrat-Christians-Straße 99A | Lage Q41526453       | BT   | 2019        |      |
| Bremer Woll-Kämmerei, Haus 1 und 2, Toranlage und Pförtnerhaus                   | Pförtnerhaus                                            | vor 1889        |                                                                               | Landrat-Christians-Straße 99 | Lage Q41526485       | BT   | 2020        |      |
| Bremer Wollkämmerei, Widder „Sir Charles“                                        | Plastik                                                 | 1932            | Hugo, Melchior v.                                                             | An der Wollkämmerei o. Nr. Landrat-Christians-Straße | Lage Q66062671       | BT   | 2022        |      |
| Wohn- und Geschäftshaus Kapitän-Dallmann-Straße 2 Mühlenstraße                   | Wohn- und Geschäftshaus                                 | 1904            |                                                                               | Kapitän-Dallmann-Straße 2 Mühlenstraße | Lage Q131921503      | ED   | 2032        |      |
| Empfangsgebäude Bahnhof Blumenthal                                               | Bahnhof                                                 | 1888 1928       |                                                                               | Landrat-Christians-Straße 86 | Lage Q109644454      | ED   | 2044        |      |
| Amtsgericht Blumenthal                                                           | Amtsgericht, Gefängnis                                  | 1897–1899, 1914 | Wihsmann Cohn                                                                 | Landrat-Christians-Straße 65, 65A, 67, 69 | Lage Q480579         | DG   | 2051        |      |
| Amtsgericht Blumenthal, Hauptgebäude                                             | Amtsgericht                                             | 1897–1899       |                                                                               | Landrat-Christians-Straße 65, 67 | Lage Q41530071       | BT   | 3418        |      |
| Amtsgericht Blumenthal, Gefängnis                                                | Gefängnis                                               | 1914            | Wihsmann Cohn                                                                 | Landrat-Christians-Straße 65A | Lage Q41530088       | BT   | 3419        |      |
| Amtsgericht Blumenthal, Dienstvilla                                              | Wohnhaus, Dienstgebäude                                 | 1896            |                                                                               | Landrat-Christians-Straße 69 | Lage Q41530102       | BT   | 3422        |      |
| Wohnhausensemble der Bremer Woll-Kämmerei                                        | Mietshaus, Werkswohnung, Doppelhaus, Direktorenwohnhaus | 1924            |                                                                               | Martin-Luther-Straße 1, 3, 14, 16 Lüssumer Straße 35 Wigmodistraße 36, 38, 40                                                                                            | Lage Q41436595       | DG   | 2468        |      |
| Wohnhausensemble der Bremer Woll-Kämmerei, Beamtenwohnhaus                       | Mietshaus, Werkswohnung                                 | 1913            | Köhler, Albert                                                                | Wigmodistraße 36, 38 | Lage Q41529927       | BT   | 2027        |      |
| Wohnhausensemble der Bremer Woll-Kämmerei, Beamtenwohnhaus                       | Werkswohnung                                            | um 1913         | Köhler, Albert                                                                | Martin-Luther-Straße 14, 16 Wigmodistraße | Lage Q41529956       | BT   | 2028        |      |
| Wohnhausensemble der Bremer Woll-Kämmerei, Direktorenwohnhaus                    | Doppelhaus, Direktorenwohnhaus                          | 1924            | Karst, Arthur                                                                 | Martin-Luther-Straße 1, 3 | Lage Q41529973       | BT   | 2029        |      |
| Wohnhausensemble der Bremer Woll-Kämmerei, Garagenanlage                         | Garage                                                  | 1934            | Bauabteilung BWK                                                              | Wigmodistraße 40 | Lage Q41530037       | BT   | 2030        |      |
| Wohnhausensemble der Bremer Woll-Kämmerei, Beamtenwohnhaus                       | Mietshaus, Werkswohnung                                 | 1922            | Bauabteilung BWK                                                              | Lüssumer Straße 35 Martin-Luther-Straße | Lage Q41530009       | BT   | 2031        |      |
| Pavillon auf der Bahrsplate                                                      | Pavillon                                                | 1966            |                                                                               | Weserstrandstraße | Lage Q106702491      | ED   | 5419        |      |
| Pfarrhaus Landrat-Christians-Straße 78                                           | Pfarrhaus, Ev.-ref. Kirche                              | 1876 1953 1964  | Schulze-Herringen, Kurt / Gerding, Erwin August Schwägermann / Johannes Rippe | Landrat-Christians-Straße 78, 80 | Lage Q123975219      | GA   | 5666        |      |
| Ev.- ref. Kirche Blumenthal                                                      | Kirche, Kirche ev.                                      | 1877–1879       | Vollmer, Johannes Müller, Heinrich                                            | Landrat-Christians-Straße 80 | Lage Q1380077        | ED   | 1292        |      |
| Pfarrhaus Landrat-Christians-Straße 78                                           | Pfarrhaus                                               | 1876 1953 1964  | Schulze-Herringen, Kurt / Gerding, Erwin August Schwägermann / Johannes Rippe | Landrat-Christians-Straße 78 | Lage Q123975223      | BT   | 2047        |      |

Anzahl der Objekte in Blumenthal (Bremen): 59, davon mit Bild: 46 (78 %).

### Abgegangene Denkmäler
| Objekt                                       | Typ    | Baujahr | Architekt/Künstler | Adresse                                | Koordinaten Wikidata | Art? | Objekt-Nr.? | Bild |
| -------------------------------------------- | ------ | ------- | ------------------ | -------------------------------------- | -------------------- | ---- | ----------- | ---- |
| Bremer Woll-Kämmerei, Haus 173, Fliegerhalle | Fabrik | 1929    | Schmidt, F. H.     | An der Wollkämmerei o.Nr. Marschgehren | Lage Q41526364       | BT   | 2011        |      |